# Franz Xaver von Zottmann
Franz Xaver von Zottmann (geboren als Franz Xaver Zottmann; * 27. Juni 1826 in Ornbau; † 12. Dezember 1901 ebenda) war Bischof von Tiraspol.

## Leben
Franz Xaver Zottmann war der Sohn eines Kaufmanns. Er besuchte ab 1838 die Diözesanschule in Eichstätt, danach das Gymnasium in Neuburg an der Donau.

### Studium, Erzieher und Lehrer in Russland, Priesterweihe
Danach studierte er von 1846 bis 1848 an der Universität Würzburg die Fächer Philosophie und Naturwissenschaften, wie dies für die damalige Priesterausbildung vorgesehen war, seiner Neigung entsprechend außerdem Philologie. Anschließend studierte er bis 1850 Theologie am Bischöflichen Lyzeum in Eichstätt. An der Universität München setzte er das Studium der Sprachen fort. Neben seiner Muttersprache und die für einen Theologen notwendigen alten Sprachen Latein, Griechisch und Hebräisch, beherrschte er Englisch, Französisch, Italienisch, Spanisch, Polnisch und Russisch.
Im Herbst 1853 wurde Zottmann als Erzieher des Sohnes eines griechischen Diplomaten in Sankt Petersburg, der Hauptstadt des Russischen Kaiserreiches, angestellt. 1855 fand er in Moskau eine Stelle als Erzieher des Sohnes eines deutschen Bankierehepaares. Seine Freizeit benützte er zum Studium und zum Ablegen der russischen Lehramtsprüfung, denn nur mit ihr konnte er als Lehrer tätig werden.
Nach Rückkehr der Bankiersfamilie 1859 nach Deutschland entschied sich Zottmann für den Priesterberuf, ging jedoch nicht nach Eichstätt zurück, sondern begab sich im Frühherbst 1859 in das Priesterseminar in Saratow. Denn im Bistum Tiraspol, in dem viele Wolgadeutsche und Schwarzmeerdeutsche lebten, wurden dringend deutschsprachige Priester gebraucht. Da er schon ein abgeschlossenes Theologiestudium vorweisen konnte, empfing er bereits am 29. Juni 1860 die Priesterweihe. Zunächst wurde er Kaplan an der Dompfarrei in Saratow für rund 500 Katholiken unter etwa 35.000 Einwohnern. Zudem unterrichtete er ab 1861 am Priesterseminar in Saratow. 1865 wurde er zum Leiter des Priesterseminars in Saratow ernannt, das er nach Eichstätter Vorbild umgestaltete. Es gelang ihm, mehrere deutsche Theologen dafür zu gewinnen, am Seminar in Saratow zu lehren.

### Bischof
Nach dem Tod seines Vorgängers Bischof Ferdinand Helanus Kahn verweigerte die russische Regierung acht Jahre lang die Ernennung eines Nachfolgers, bis sie 1872 dem Vatikan überraschend den Vorschlag unterbreitete, Franz Xaver Zottmann zum Bischof zu ernennen, dem Rom zustimmte. Am 11. Juni 1872 spendete ihm in St. Petersburg Anton Fiałkowski, der Erzbischof von Mahiljou, die Bischofsweihe; Mitkonsekratoren waren Valentin Baranowski, Bischof von Lublin, und Wincenty Lipski, Weihbischof in Tiraspol. Er war der zweite Bischof des Bistums Tiraspol, das laut Gründungsbulle als „deutsches Bistum“ errichtet worden war. Er setzte sich insbesondere für eine bessere Ausbildung der Priester und den Ausbau der Schulen ein und bewirkte den Bau der Kathedrale in Saratow, die 1881 fertiggestellt wurde. Der Zar nobilitierte ihn.

### Rücktritt und Tod
Wegen gesundheitlicher Probleme ersuchte Bischof Zottmann erstmals 1879 um Entbindung von seinem Amt, was ihm jedoch nicht gewährt wurde. Mehrere Kuraufenthalte und ein langer Heimaturlaub 1888 brachten keine Linderung. Infolgedessen entsprach Papst Leo XIII. im Dezember 1889 seinem Rücktrittsgesuch. Nach zweijährigem Aufenthalt in Ornbau zog es ihn aus klimatischen Gründen nach Kroatien an die Küste der Kvarner in den Ort Kastav (damals Castua). Im November 1901 brachten Angehörige den auf den Tod Erkrankten nach Ornbau zurück, wo er am 12. Dezember 1901 starb. Er wurde in seiner Heimatstadt vor dem Altar der Kirche St. Jobst beigesetzt.

## Gedenken
In der Kirche St. Jakobus in Ornbau gibt es ein Fensterbild zum Gedenken an diesen „Bischof der Wolgadeutschen“.